# Бе (Верхняя Сона)
Бе (фр. Bay) — коммуна во Франции, находится в регионе Франш-Конте. Департамент — Верхняя Сона. Входит в состав кантона Марне. Округ коммуны — Везуль.
Код INSEE коммуны — 70057.

## География
Коммуна расположена приблизительно в 310 км к юго-востоку от Парижа, в 24 км западнее Безансона, в 50 км к юго-западу от Везуля.

## Население
Население коммуны на 2010 год составляло 122 человека.
| 1962 | 1968 | 1975 | 1982 | 1990 | 1999 | 2010 |
| ---- | ---- | ---- | ---- | ---- | ---- | ---- |
| 62   | 61   | 60   | 54   | 60   | 76   | 122  |

## Экономика
В 2010 году среди 79 человек трудоспособного возраста (15—64 лет) 63 были экономически активными, 16 — неактивными (показатель активности — 79,7 %, в 1999 году было 80,4 %). Из 63 активных жителей работали 61 человек (31 мужчина и 30 женщин), безработных было 2 (2 мужчины и 0 женщин). Среди 16 неактивных 4 человека были учениками или студентами, 7 — пенсионерами, 5 были неактивными по другим причинам.